# Bröderna Bisson

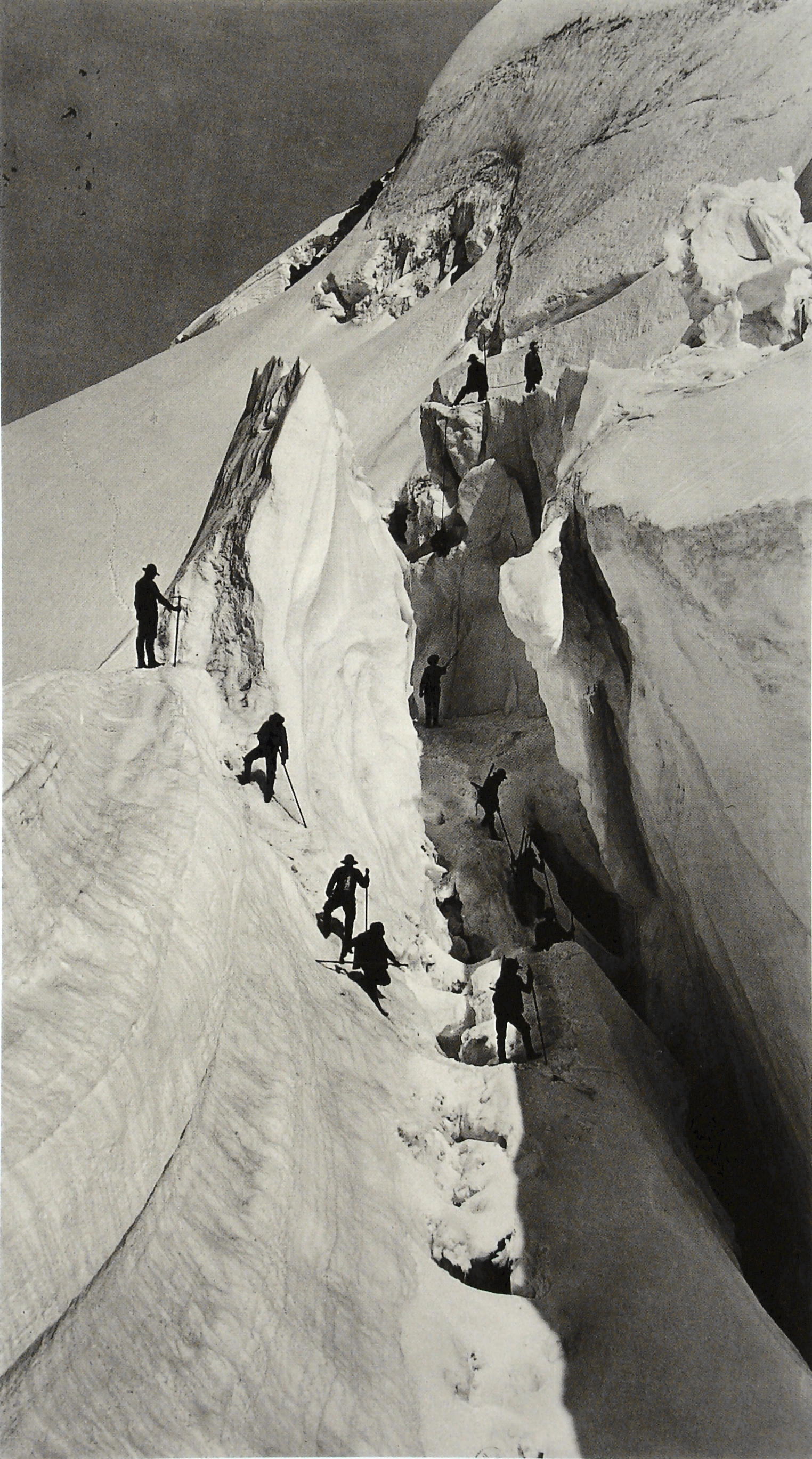
Vid Mont Blanc, 1862

Bröderna Bisson hette närmare bestämt Louis-Auguste (1814-1876) och Auguste-Rosalie Bisson (1826-1900). De reste tillsammans runt i Europa och tog fotografier (med det stora formatet 50,8 x 111,8 cm) av arkitektoniska monument.
Louis öppnade en fotostudio i början av 1841 och strax efteråt ingick hans bror Auguste partnerskap med honom. Studion var belägen i Madeleine i Paris och de blev kända som Bröderna Bisson.
På 1860-talet blev de inbjudna att följa med Napoleon III när han besökte provinsen Savojen. På plats tog de ett flertal fotografier som fick mycket positiv kritik. Sporrad av responsen på sitt arbete, besteg Auguste nästa år Mont Blanc för att fotografera. Med sig hade han tjugofem bärare för sin utrustning.
Bröderna Bisson arbetade med fotografi under endast fyra år. Vid den här tiden var Carte de visite-eran i full gång, och snart konkurrerades bröderna ut av den nya tekniken. 